# Chavagne
Chavagne è un comune francese di 3 811 abitanti situato nel dipartimento dell'Ille-et-Vilaine nella regione della Bretagna.

## Società

### Evoluzione demografica
Abitanti censiti